# Гіперіон (супутник)
Гіперіон (лат. Hyperion, грец. Ὑπερίων) — двадцять третій за віддаленістю від планети супутник Сатурна. Відкритий 16 вересня 1848 року англійським астрономом Вільямом Ласселлем. Названий відкривачем на честь грецького титана Гіперіона.

## Дослідження
З 2004 року Гіперіон досліджувався за допомогою космічного апарата «Кассіні». 25 серпня 2011 року апарат наблизився до супутника на відстань 24 тис. км. За весь час роботи апарат, який перебував на орбіті до 2017 року, зробив близько 230 тисяч фотознімків поверхні.

## Орбіта

Анімація орбіти Гіперіона.
Сатурн·
Гіперіон·
Титан

Зображення «Вояджера-2» і подальша наземна фотометрія показали, що обертання Гіперіона є хаотичним — тобто вісь його обертання коливається так сильно, що його орієнтація в просторі непередбачувана. Його час Ляпунова становить близько 30 днів. Гіперіон разом із супутниками Плутона Ніктою та Гідрою є одним із небагатьох супутників у Сонячній системі, які, як відомо, обертаються хаотично, хоча очікується, що це звичайне явище для подвійних астероїдів. Це також єдиний звичайний планетарний природний супутник у Сонячній системі, який, як відомо, не має припливно-відливної системи.

## Галерея

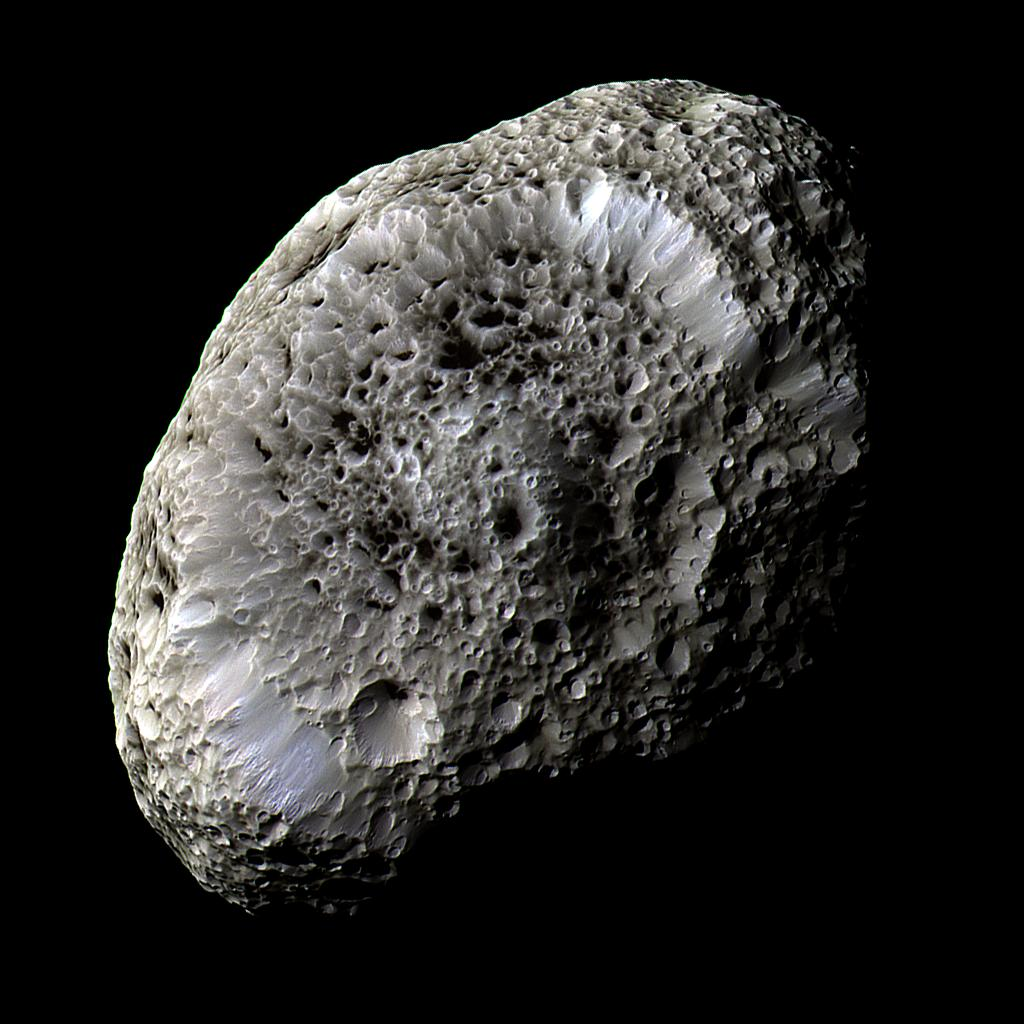
Зображення Гіперіона, отримане КА «Кассіні» 26 вересня 2005 року.
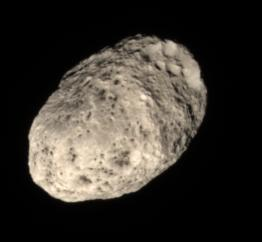
Зображення Гіперіона, отримане КА «Кассіні» 28 червня 2006 року.